# Endoscopie

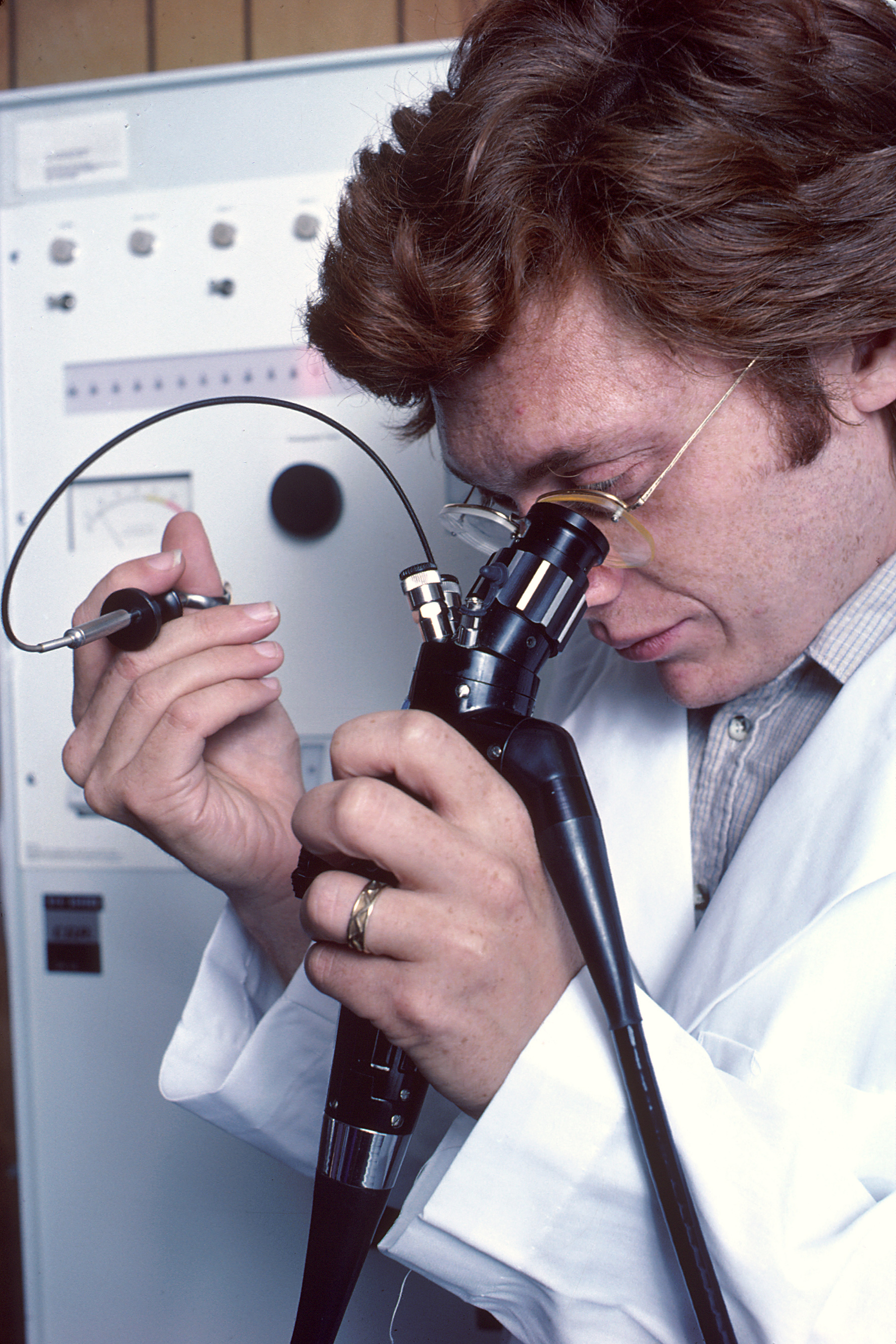
Een arts met een endoscoop

Voorbeeld van een endoscopie van de maag

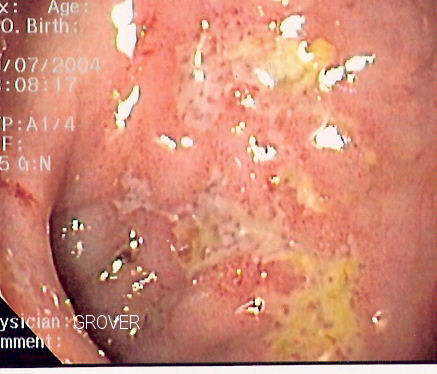
Endoscopische foto van de dikke darm met een chronische zweer

Een endoscopie (letterlijk binnenin kijken) is een onderzoek van het inwendige van de mens om te kijken wat er aan de hand is, een biopsie te nemen of een operatie uit te voeren. Dit gebeurt met een instrument genaamd de endoscoop waarmee een arts door middel van een rigide buis of een flexibele slang in het lichaam kan kijken. Het onderzoek kan ook plaatsvinden door middel van een capsule die een minuscule camera bevat in het geval van videocapsule-endoscopie.
Endoscopie is een voorbeeld van minimaal-invasieve chirurgie waarbij een zo klein mogelijk aantal letsels wordt veroorzaakt bij de patiënt. Doordat deze endoscopische procedures minimaal zijn, is de hersteltijd en het uiteindelijk verblijf in het ziekenhuis minimaal.
Een endoscopie kan worden uitgevoerd via een natuurlijke opening zoals:
- de mond en keel voor onderzoek van het strottenhoofd (larynx) en de stembanden (laryngoscopie)
- de mond, keel en luchtpijp (trachea) voor onderzoek van de luchtwegen (bronchoscopie)
- de mond voor onderzoek van de slokdarm (oesofagoscopie) en/of de maag met evt. een deel van de dunne darm (gastroscopie/gastroduodenoscopie).
- de mond voor onderzoek van in het bijzonder de dunne darm (videocapsule-endoscopie)
- de mond en verder naar de galgangen (ERCP), bijvoorbeeld ter opsporing en verwijdering van galstenen in de galgang. ook kunnen hiermee tumoren opgespoord worden of andere afwijkingen aan de galwegen. Dit onderzoek wordt uitgevoerd via een endoscoop gelegen in de twaalfvingerige darm ofwel het duodenum. Door een katheter van enige millimeters in doorsnee in te brengen door de papil van Vater in de galwegen en door via dat slangetje contrastvloeistof in te spuiten, kan men op röntgenafbeeldingen de galwegen zichtbaar maken en eventuele afwijkingen diagnosticeren.

- de anus voor onderzoek van de endeldarm (het rectum), en/of het onderste deel van de dikke darm (rectoscopie, dan wel sigmoïdoscopie), en/of de rest van de dikke darm (colonoscopie/coloscopie).
- de plasbuis voor onderzoek van de blaas cystoscopie.
- de vagina en baarmoedermond voor onderzoek van de baarmoeder (hysteroscopie).

Endoscopie via een niet-natuurlijke lichaamsopening (een incisie) heet 
- bij onderzoek van de buikholte: laparoscopie.
- bij onderzoek van de borstholte (thorax): thoracoscopie.
- bij onderzoek van de gewrichten: artroscopie.
- bij onderzoek van de rug: full-endoscopische rugchirurgie